# UDP-N-acetilglucosammina 6-deidrogenasi
La UDP-N-acetilglucosammina 6-deidrogenasi è un enzima appartenente alla classe delle ossidoreduttasi, che catalizza la seguente reazione:
UDP-N-acetil-D-glucosammina + 2 NAD+ + H2O ⇄ UDP-N-acetil-2-ammino-2-deossi-D-glucuronato + 2 NADH + 2 H+